# GMT Games
GMT Games je americké nakladatelství deskových her. Zaměřuje se především na válečné hry, ovšem vydává i jiné tituly, například v roce 2016 vydalo hru 1846: The Race for the Midwest z rodiny her 18XX, tedy hru zaměřenou na budování železnic a akciový trh.
Z jejich her vyšly v češtině nejdříve hry Studená válka a 1989: Úsvit svobody, obě u nakladatelství Mindok. Studená válka je přitom dlouhodobě širší herní veřejností nejlépe hodnocenou hrou, kterou nakladatelství vydalo.
V roce 2020 vydalo nakladatelství Fox in the Box česky hru Pád nebes: Galské povstání proti Caesarovi.
Jméno nakladatelství vychází z prvních písmen jmen trojice zakladatelů, kterými byli Gene Billingsley, Mike Crane a Terry Shrum.